# Hrabstwo Trousdale
Hrabstwo Trousdale (ang. Trousdale County) – hrabstwo w stanie Tennessee w Stanach Zjednoczonych. Obszar całkowity hrabstwa obejmuje powierzchnię 116,64 mil² (302,1 km²). Według szacunków United States Census Bureau w roku 2009 miało 7922 mieszkańców.
Hrabstwo powstało w 1870 roku.

## Miasta
- Hartsville[4]

| Populacja hrabstwa w poprzednich latach | Populacja hrabstwa w poprzednich latach |
| Rok                                     | Liczba ludności                         |
| --------------------------------------- | --------------------------------------- |
| 1980                                    | 6042                                    |
| 1990                                    | 5920                                    |
| 2000                                    | 7259                                    |
| 2005                                    | 7677                                    |